# Stadio di Chapín
Lo stadio municipale di Chapín (in spagnolo Estadio Municipal de Chapin) è un impianto sportivo spagnolo di Jerez de la Frontera.
Ospita le partite casalinghe dello Xerez Club Deportivo.

## Storia
L'inaugurazione è avvenuta il 28 giugno 1988. Lo stadio venne modificato radicalmente nel 2002, anno in cui ospitò i campionati mondiali di equitazione.